# Jan Żelęcki
Jan Żelęcki herbu Trach (zm. w 1673 roku) – łowczy koronny w latach 1665–1673, podkomorzy dorpacki w latach 1659–1667, starosta bydgoski w latach 1654–1673, starosta rzeczycki w 1659 roku.
Poseł sejmiku średzkiego na sejm 1652 (II), 1659, 1661, 1665, 1667, 1668 (II).
W 1661 roku otrzymał ze skarbu francuskiego 3000 liwrów. Na sejmie abdykacyjnym 16 września 1668 roku podpisał akt potwierdzający abdykację Jana II Kazimierza Wazy. Był elektorem Michała Korybuta Wiśniowieckiego z województwa poznańskiego w 1669 roku. Poseł na sejm nadzwyczajny 1670 roku z województw: poznańskiego i kaliskiego.